# Бартолини, Лоренцо
Лоренцо Бартолини (итал. Lorenzo Bartolini; 7 января 1777, Савиньяно, Тоскана — 20 января 1850, Флоренция) — итальянский скульптор академического направления и художественного течения пуризма, своеобразно оппонирующего академическому неоклассицизму.

## Биография
Лоренцо Бартолини родился 7 января 1777 года в Савиньяно (ныне коммуна Ваяно) в Тоскане (провинция Прато). Его отец, Либорио Бартолини, был кузнецом, а мать, Мария Маддалена Мальи, дочерью местного фермера.
В семилетнем возрасте юного Лоренцо после недолгого обучения в мастерской отца отдали в местную школу. В возрасте двенадцати лет Бартолини начал обучение в Академии изящных искусств во Флоренции, которую, однако, он вскоре покинул. Вернувшись в Прато, он работал в мастерской братьев Пьетро и Джованни Пизани. Впоследствии он продолжил свое обучение в Вольтерре, где работал помощником скульптора Валинтери, а затем у лепщика-декоратора Корнеля, который привил ему интерес к скульптуре и неоклассическому вкусу посредством примера творчества рисовальщика, гравёра и скульптора Джона Флаксмана.
В поисках более фундаментального образования Лоренцо Бартолини вслед за французской армией отправился во Францию. После участия в битве при Треббии (18-19 июня 1799 г.) двадцатидвухлетний Бартолини без денег и поддержки бежал в Париж, где его приняли сначала в мастерскую Жака Луи Давида, а затем в ателье Ф. Ф. Лемо.
В Париже Бартолини познакомился с живописцем Жаном-Огюстом-Домиником Энгром; у них установились отношения полного взаимопонимания и дружбы на долгие годы. В 1802 году Бартолини участвовал в конкурсе на Римскую премию, получив вторую премию за рельеф «Клеобис и Битон». Это признание положило начало периоду его профессионального успеха и первым официальным заказам.
Бартолини получал множество заданий от директора государственных музеев барона Доминика Виван-Денона (в частности на бюсты Этьенна Меюля и Луиджи Керубини). Он также выполнил гигантский бронзовый бюст Наполеона для Лувра и барельеф Аустерлицкой битвы для Вандомской колонны.
Благодаря покровительству Наполеона Бонапарта и благосклонности его сестры Элизы Бачокки, в 1807 году Бартолини был назначен директором школы скульпторов в Академии Каррары, города, входившего в состав княжества Лукка и Пьомбино. С падением Наполеона Бартолини перебрался во Флоренцию и остался там навсегда. В 1812 году он стал почётным членом Академии изящных искусств во Флоренции, где он, однако, встретил большую враждебность, как из-за своего бонапартистского прошлого, так и из-за его растущего неприятия расхожих неоклассических вкусов.
В возрасте пятидесяти четырёх лет Бартолини женился на Марии Анне Вирджинии Бони, от которой у него родились четыре дочери. В 1839 году, в возрасте шестидесяти двух лет, он стал профессором скульптуры Флорентийской академии, сумев таким образом занять кафедру, в которой много лет назад ему было отказано из-за педантичной узости флорентийского культурного мира тех лет, предпочитавшего Стефано Риччи, второстепенного последователя Антонио Кановы. Таким образом Бартолини перестал выполнять значительные скульптурные работы и встал на путь преподавания искусства.
Лоренцо Бартолини умер 20 января 1850 года во Флоренции, в своем доме в Борго Пинти, от приступа желчной лихорадки. Он был похоронен в капелле Святого Луки в базилике Сантиссима Аннунциата, рядом с гробницей Бенвенуто Челлини. Ему посвящена мемориальная доска в базилике Санта-Кроче, также во Флоренции.

## Художественная концепция пуризма
Лоренцо Бартолини считается наиболее ярким представителем так называемого течения пуризма и, по оценке начала XX века, отражённой в энциклопедии «Британника», — самым значительным итальянским скульптором со времён Антонио Кановы. Такая оценка ныне кажется преувеличенной. В иной концепции Бартолини считают основоположником веризма в итальянской скульптуре.
Выступая против господствовавшего в странах Западной Европы того времени академического варианта неоклассицизма, Бартолини, подобно Энгру в живописи, пытался оживить академическое искусство посредством изучения и наблюдения природы. С этой идеей он вступил в жестокий конфликт со сторонниками старой школы во Флорентийской академии. Поэтому его реформаторские усилия оставались в основном теоретическими, и даже его собственные работы отклонялись от принципов, которые он проповедовал. Бартолини «обнаружил чувствительность, вдохновленную Тицианом и итальянским кватроченто, которая существенно отличалась от того вкуса, которого он, казалось бы, всё еще придерживался. Именно в этом контексте лежит его пуристский подход, которому он следовал с полным рвением, особенно в годы преподавания».
В своих работах ему удалось придать неоклассицизму оттенок сентиментального благочестия и натуралистических деталей, черпая вдохновение в скульптуре флорентийского Возрождения, а не у Антонио Кановы, которое ограничивало его современников. Бартолини, по сути, намеревался искать красоту вне академических схем, именно в «неподражаемой природе» и в «истине». Более того, именно Бартолини разъясняет своё новое эстетическое направление, уточняя, что для него искусство — это «единая красота, а не идеальная […] путём простой имитации истины» и что красота не может быть обнаружена посредством искусственных условностей, продвигаемых академическими неоклассиками: «природа дороже античности». «Природа», в частности, по мнению Бартолини, является источником жизни и всякой творческой деятельности, а это означает, что цель художника — найти красивые и приятные уголки природы и скопировать их в свои произведения искусства: «Уметь копировать их — цель и трудность искусства… А так как [школьникам] не надо учиться изображать человека по памяти, чтобы не стать идеалистами, то я варьировал одни и те же модели до уродств; которые, однако, имеют ту же трудность и красоту в изображении их как наиболее совершенных и правильных форм природы».
В санкт-петербургском Эрмитаже имеется один из вариантов скульптуры Бартолини «Вера в Бога» (другое название — «Смирение»), отличающаяся неприкрытой сентиментальностью. Среди учеников скульптора были Винченцо Вела и Франческо Гаджарини.

## Галерея

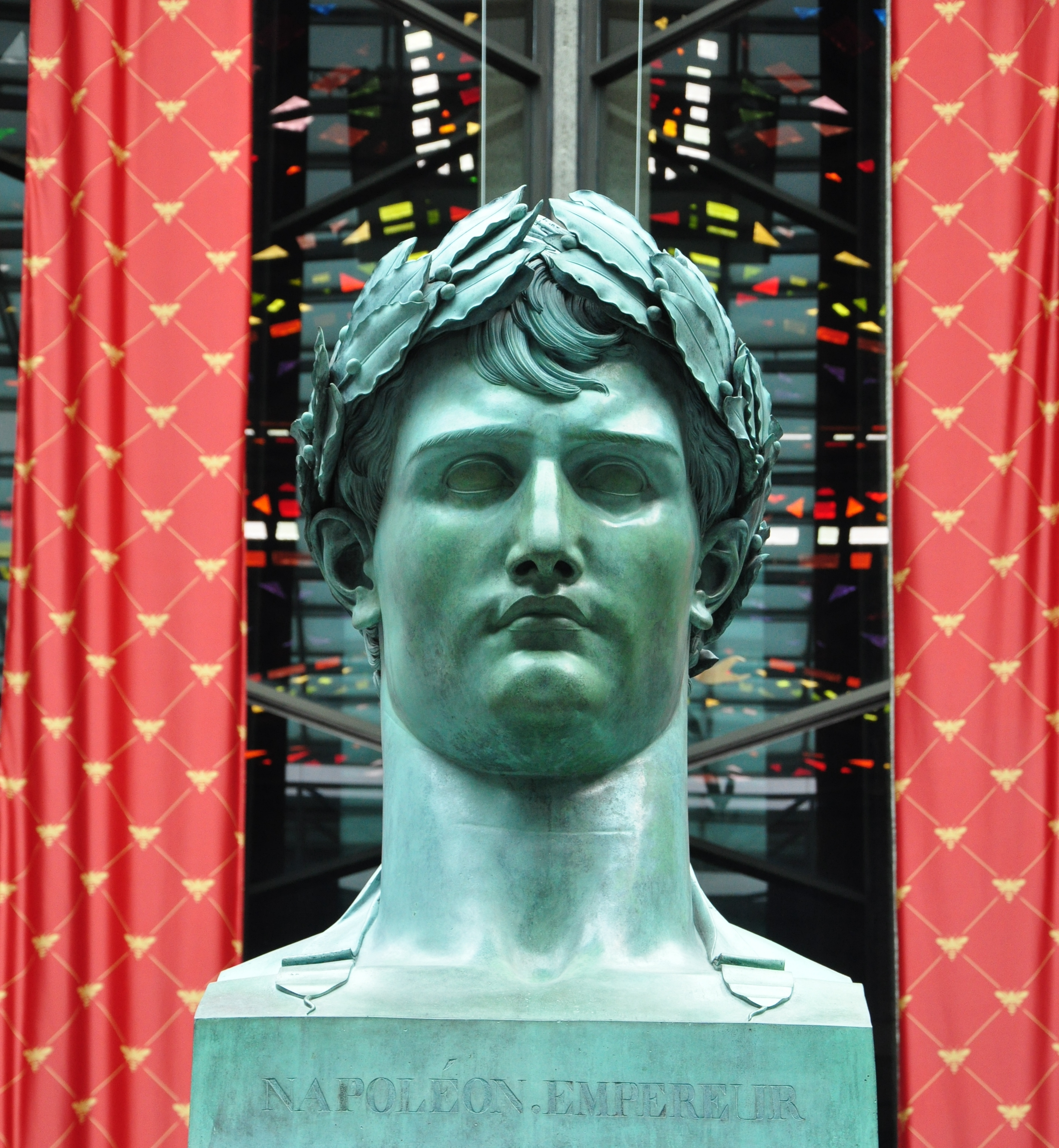
Наполеон Бонапарт. 1805. Бронза. Лувр, Париж
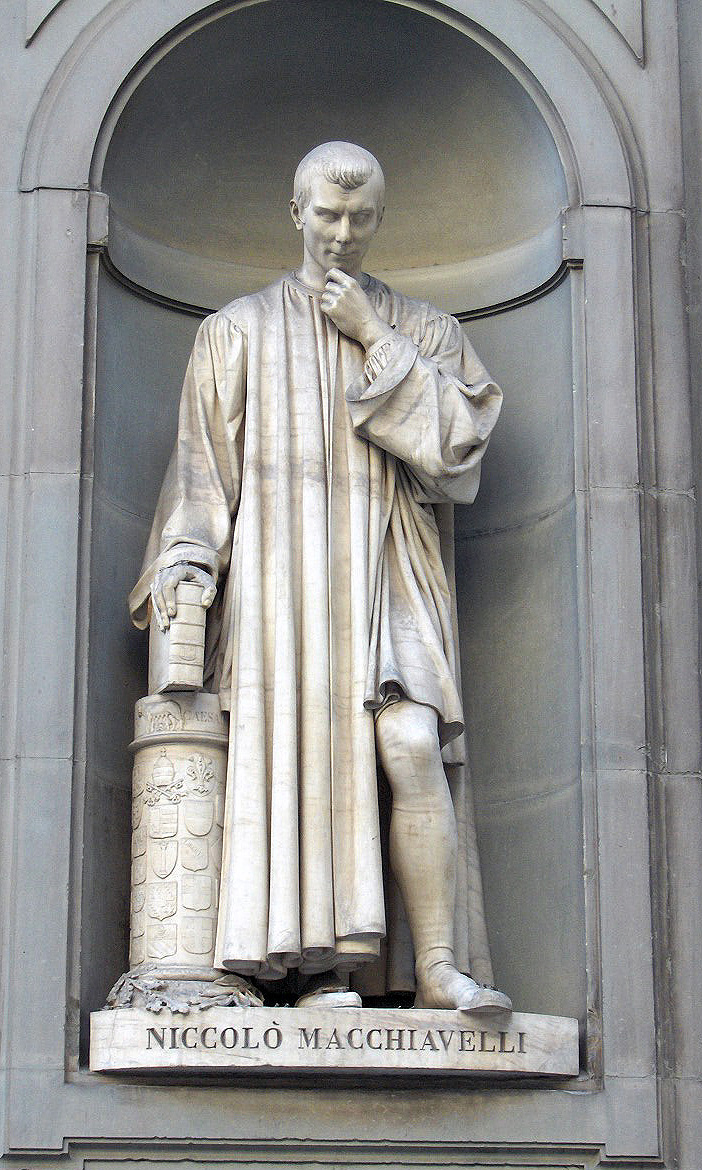
Никколо Маккиавелли. 1843. Статуя на фасаде здания Уффици, Флоренция
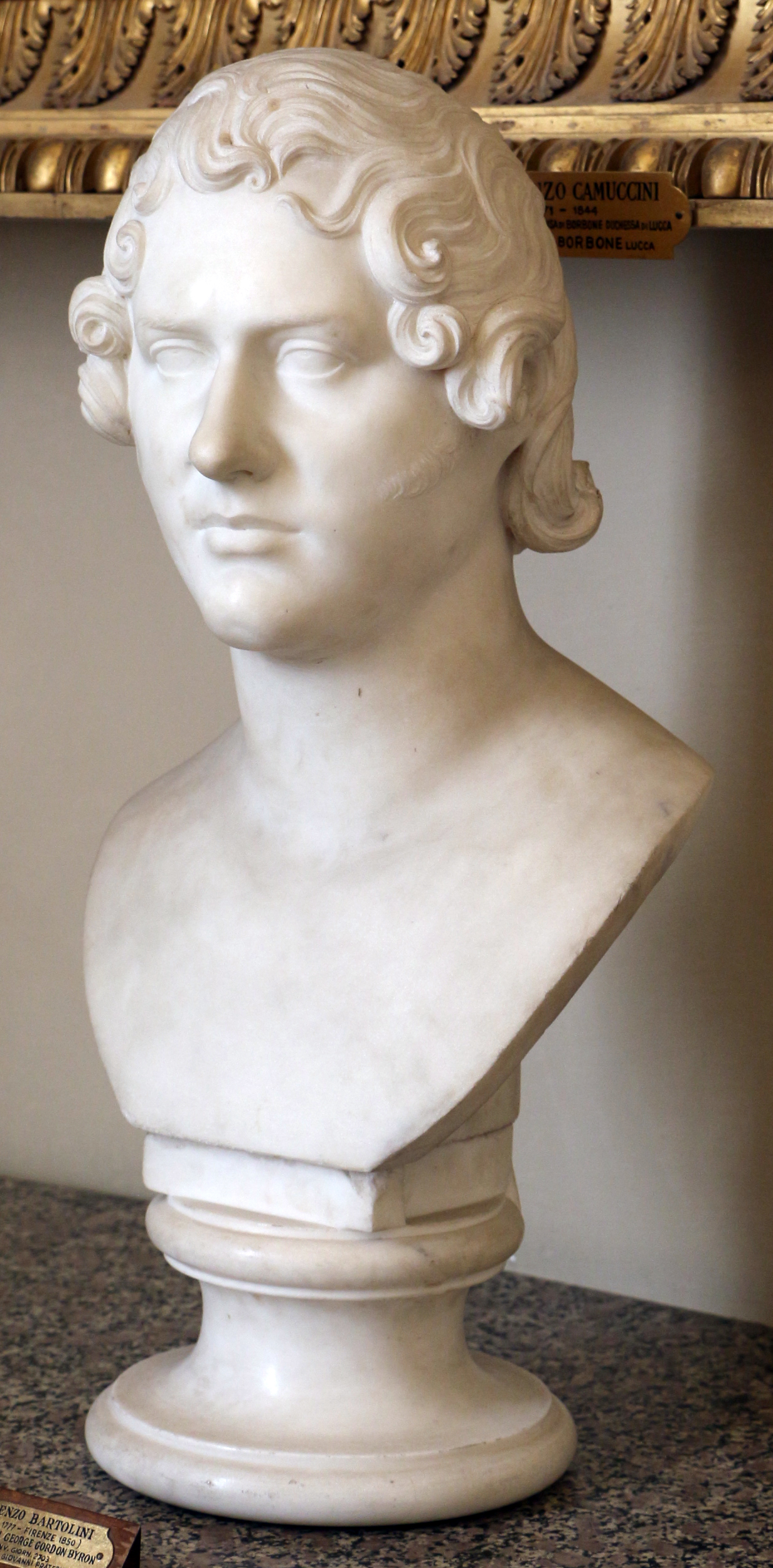
Дж. Г. Байрон. Мрамор. Галерея современного искусства, Флоренция
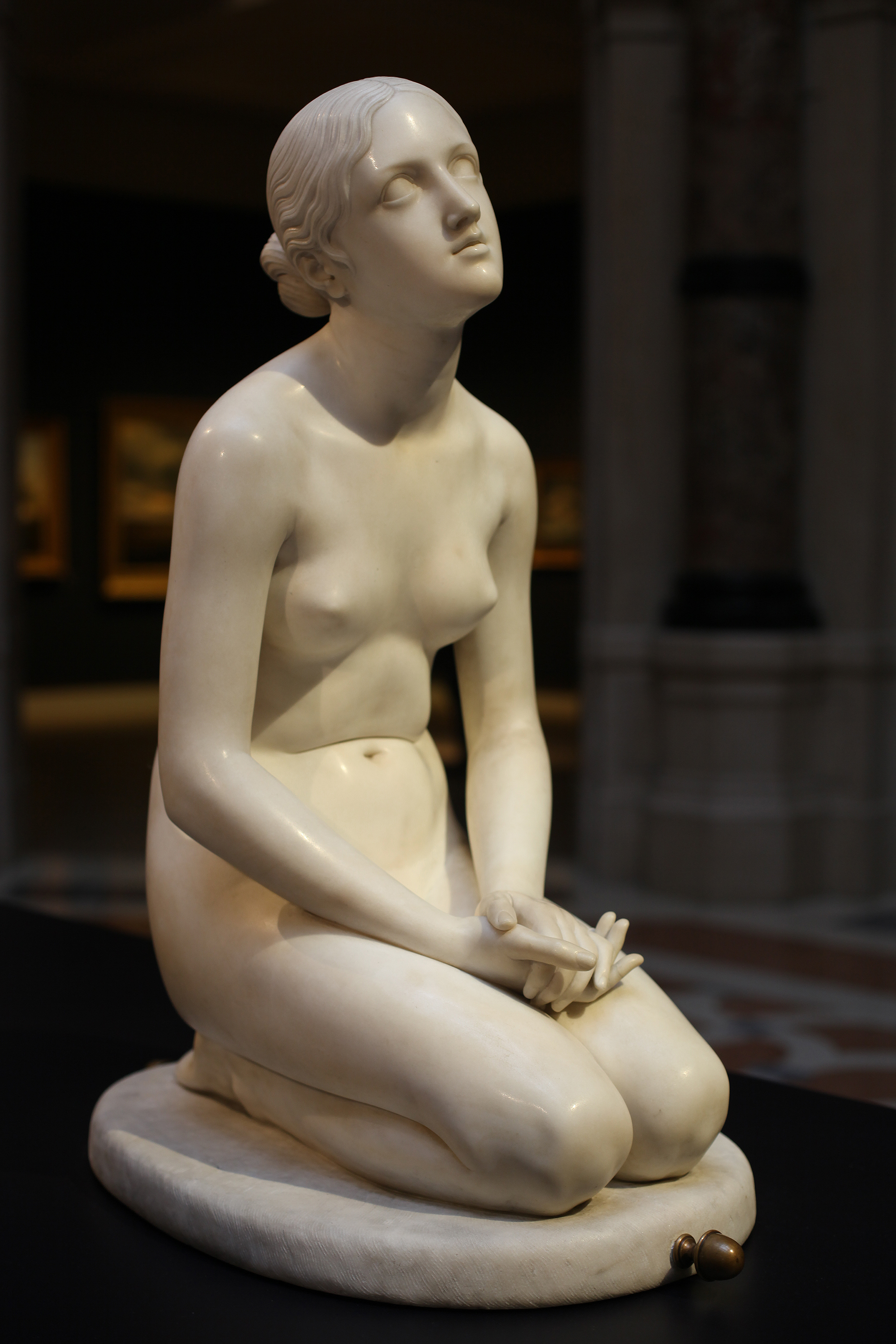
Вера в Бога. 1833. Мрамор. Галерея Италии, Милан
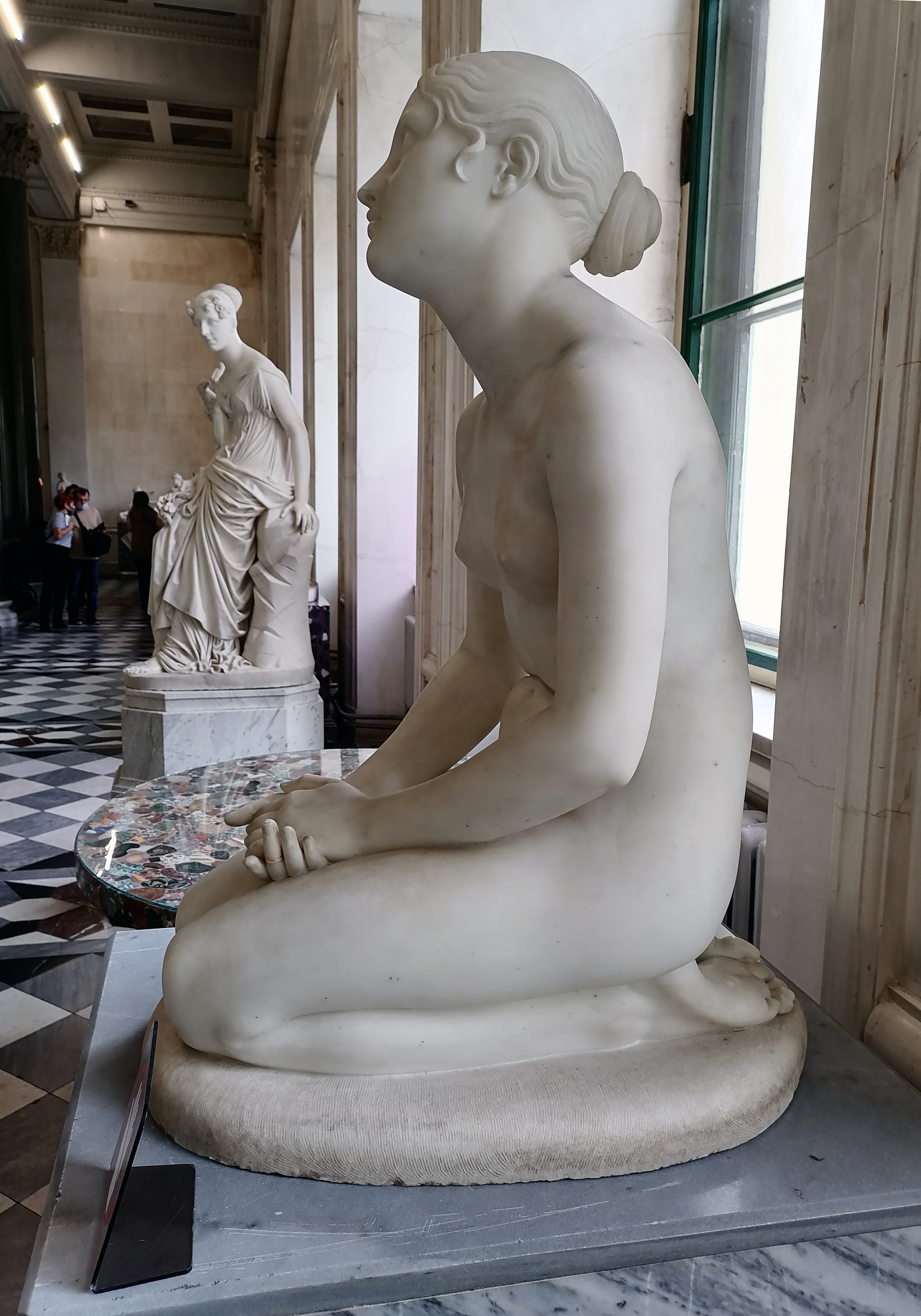
Смирение (Вера). Мрамор. Государственный Эрмитаж, Санкт-Петербург
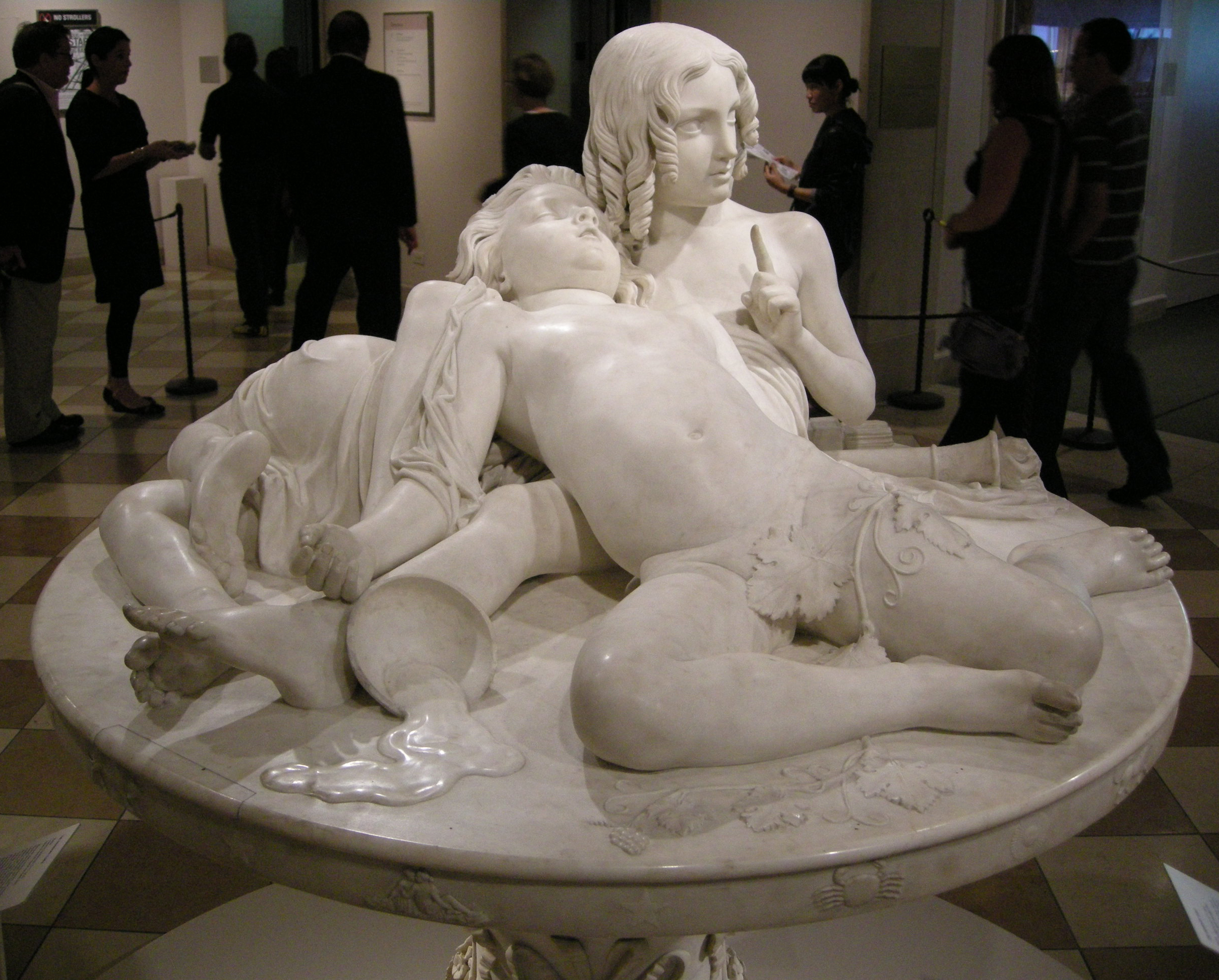
Стол амуров. 1845. Мрамор. Музей Метрополитен, Нью-Йорк
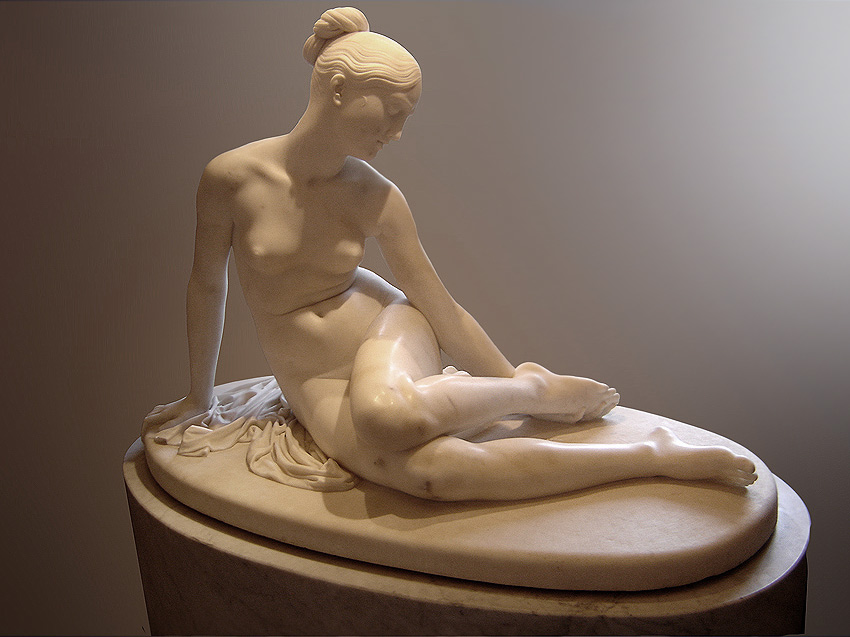
Нимфа со скорпионом. 1835. Мрамор. Лувр, Париж
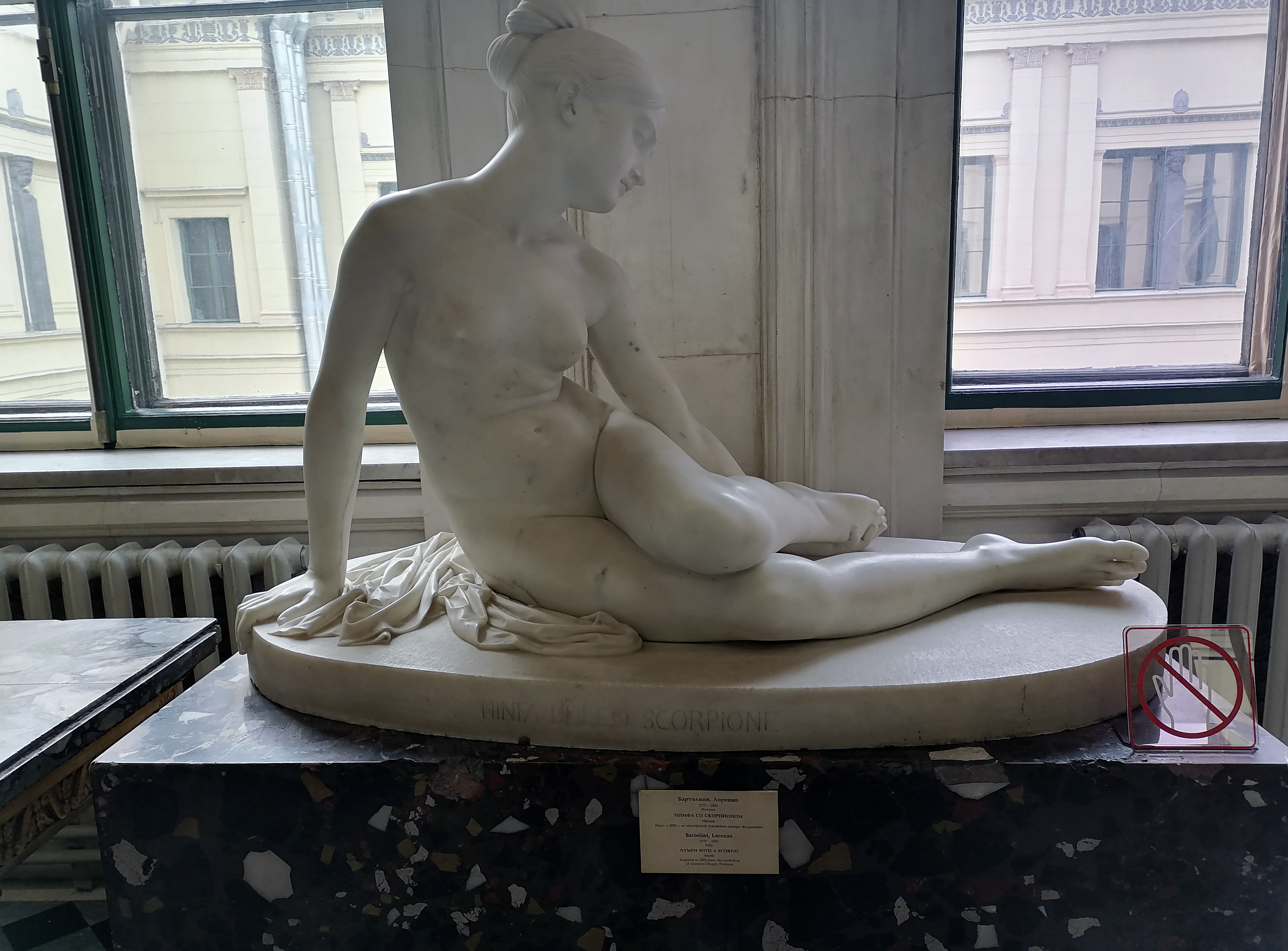
Нимфа со скорпионом. Мрамор. Государственный Эрмитаж, Санкт-Петербург
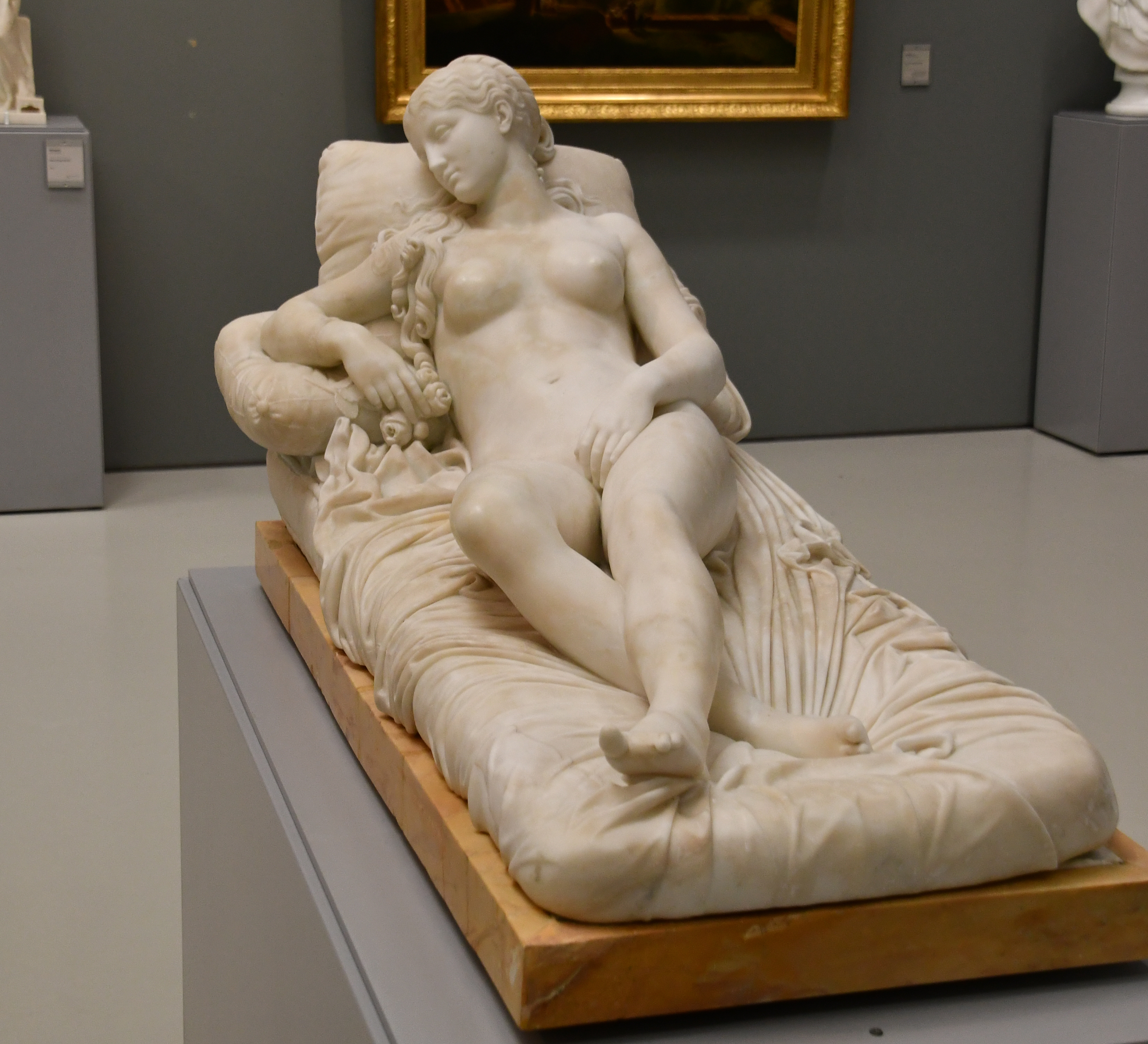
Лежащая Венера. 1820—1830. Мрамор. Музей Фабра, Монпелье
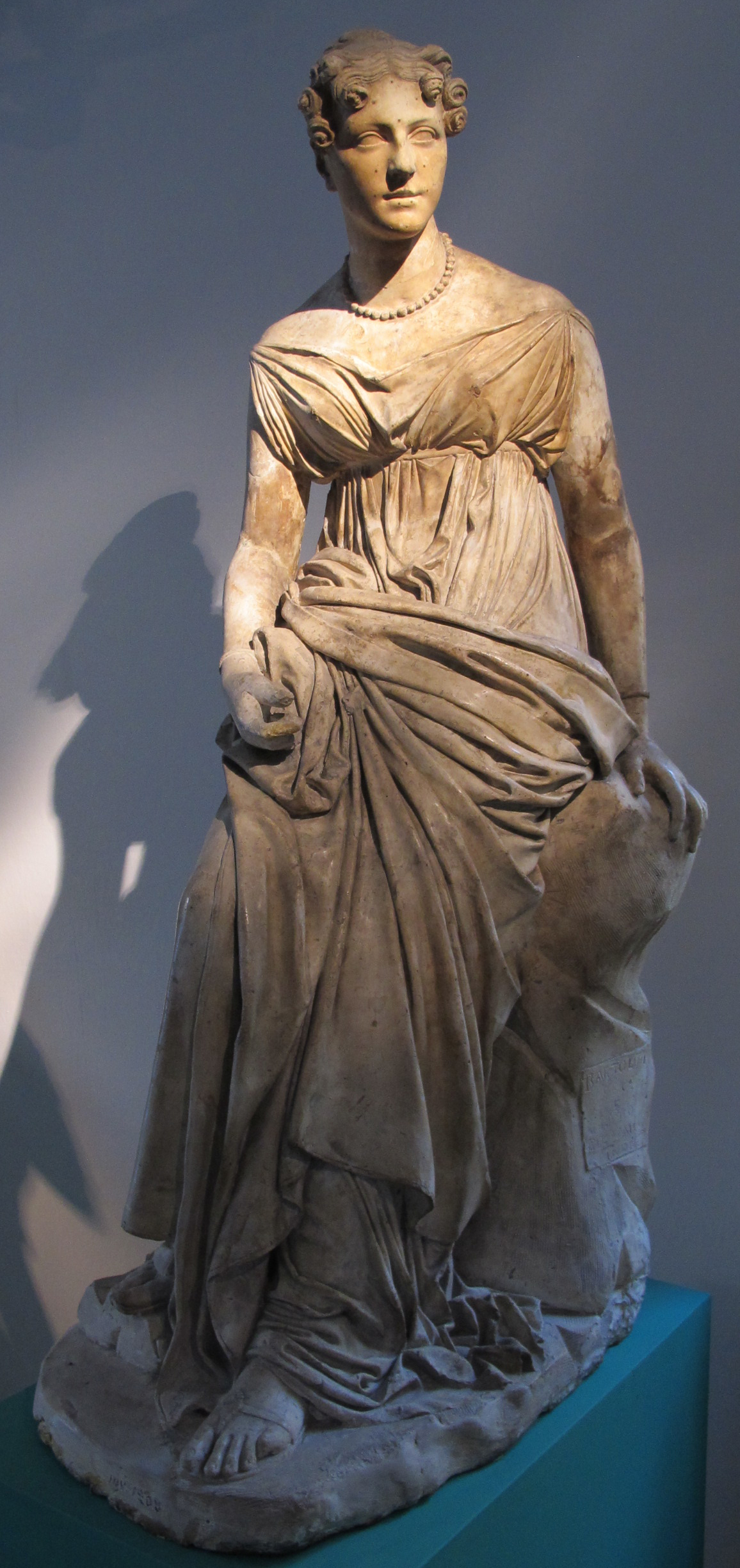
Графиня Марина Дмитриевна Гурьева (Нарышкина). 1821. Гипс
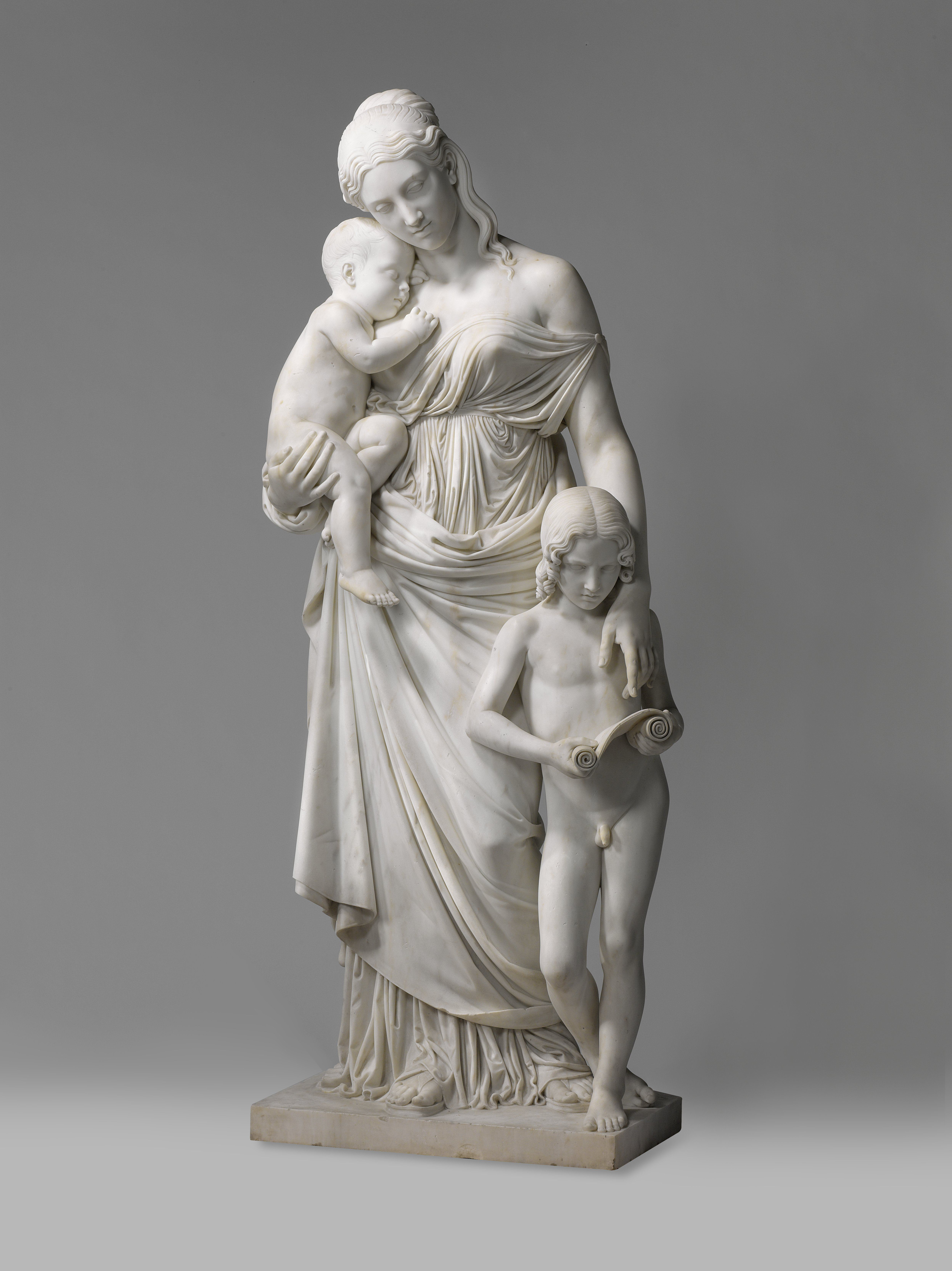
Благотворительность. 1842—1845. Мрамор. Флоренция
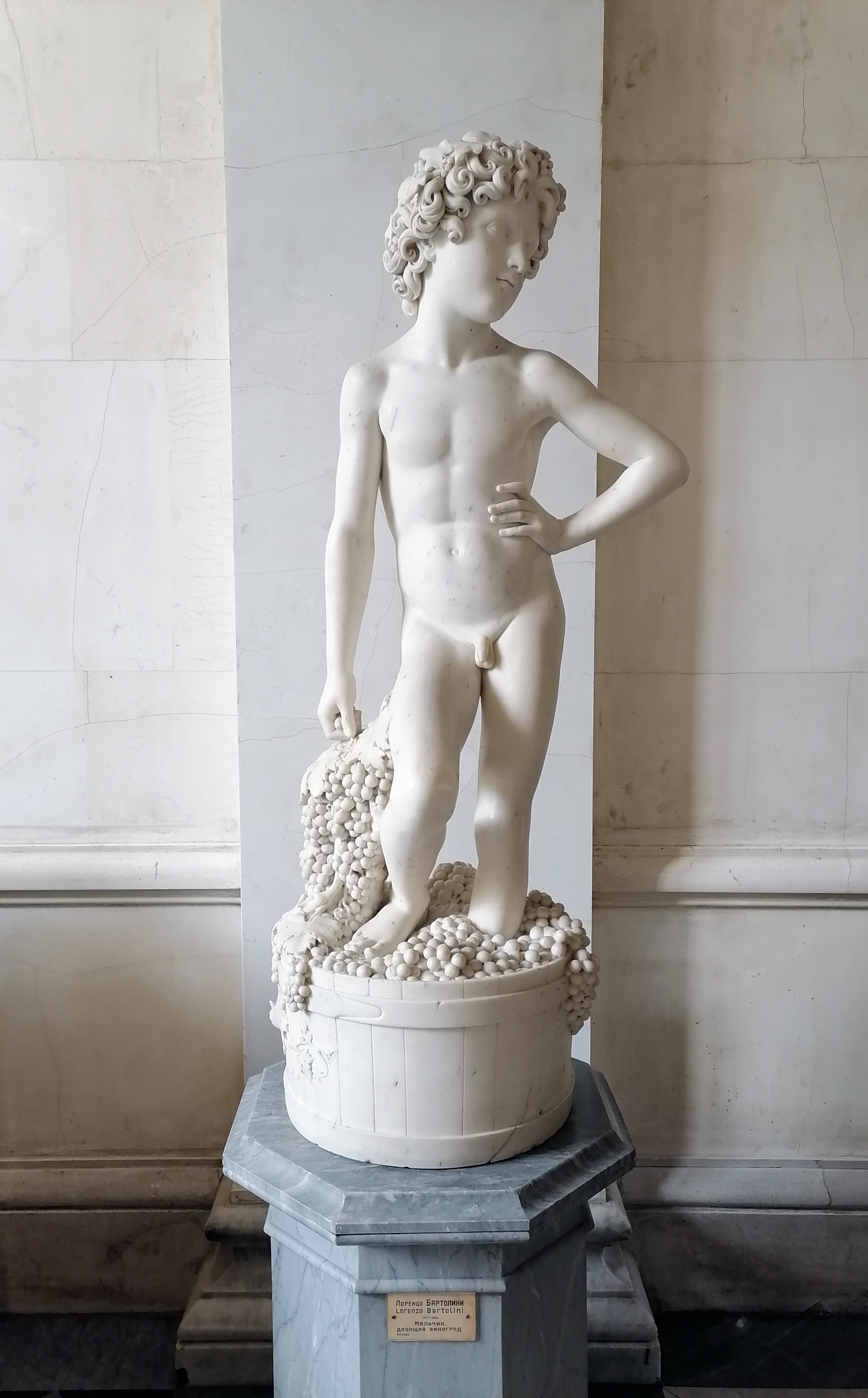
Мальчик, давящий виноград. Мрамор. Государственный Эрмитаж, Санкт-Петербург
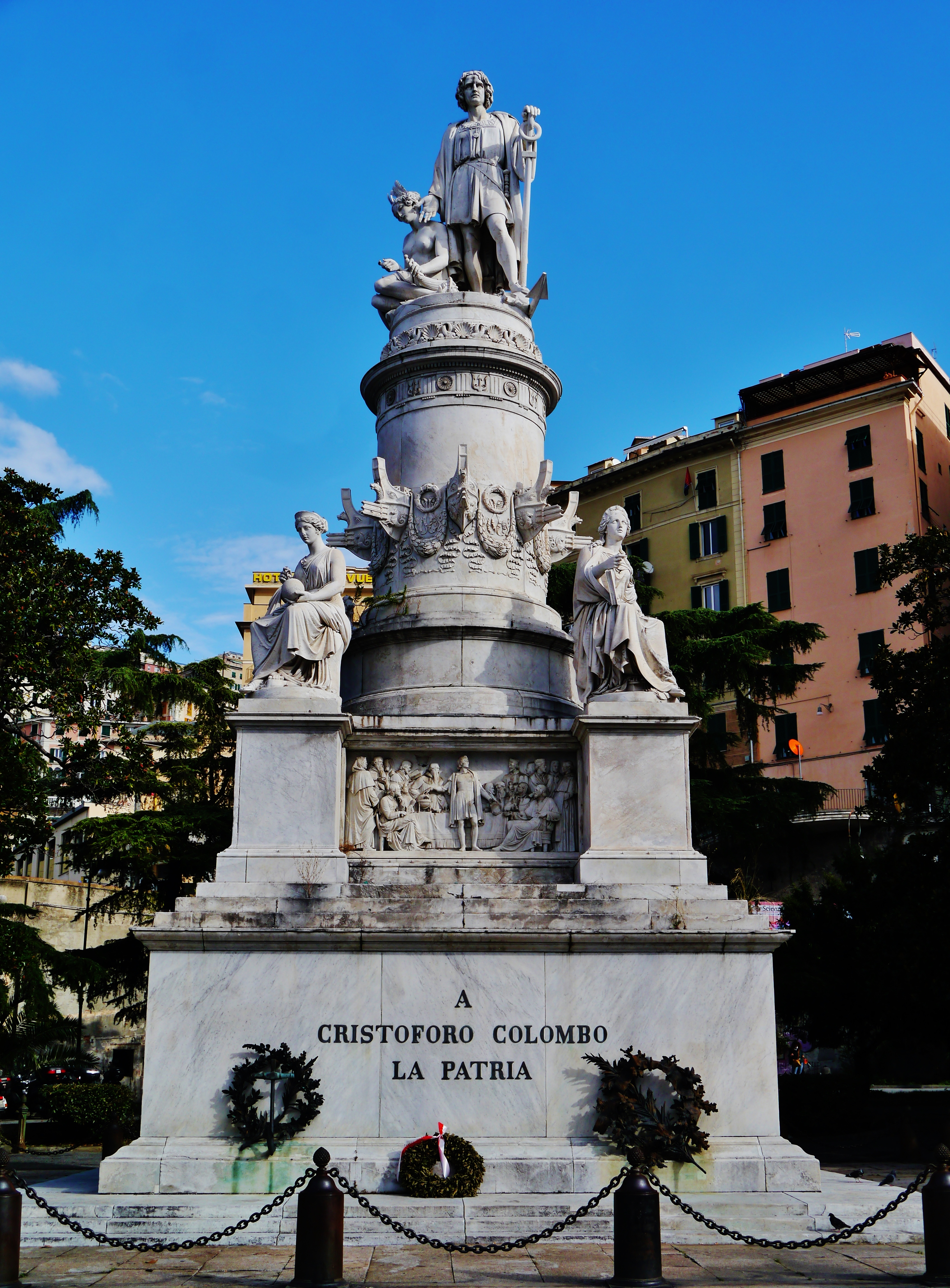
Монумент Христофору Колумбу. Генуя
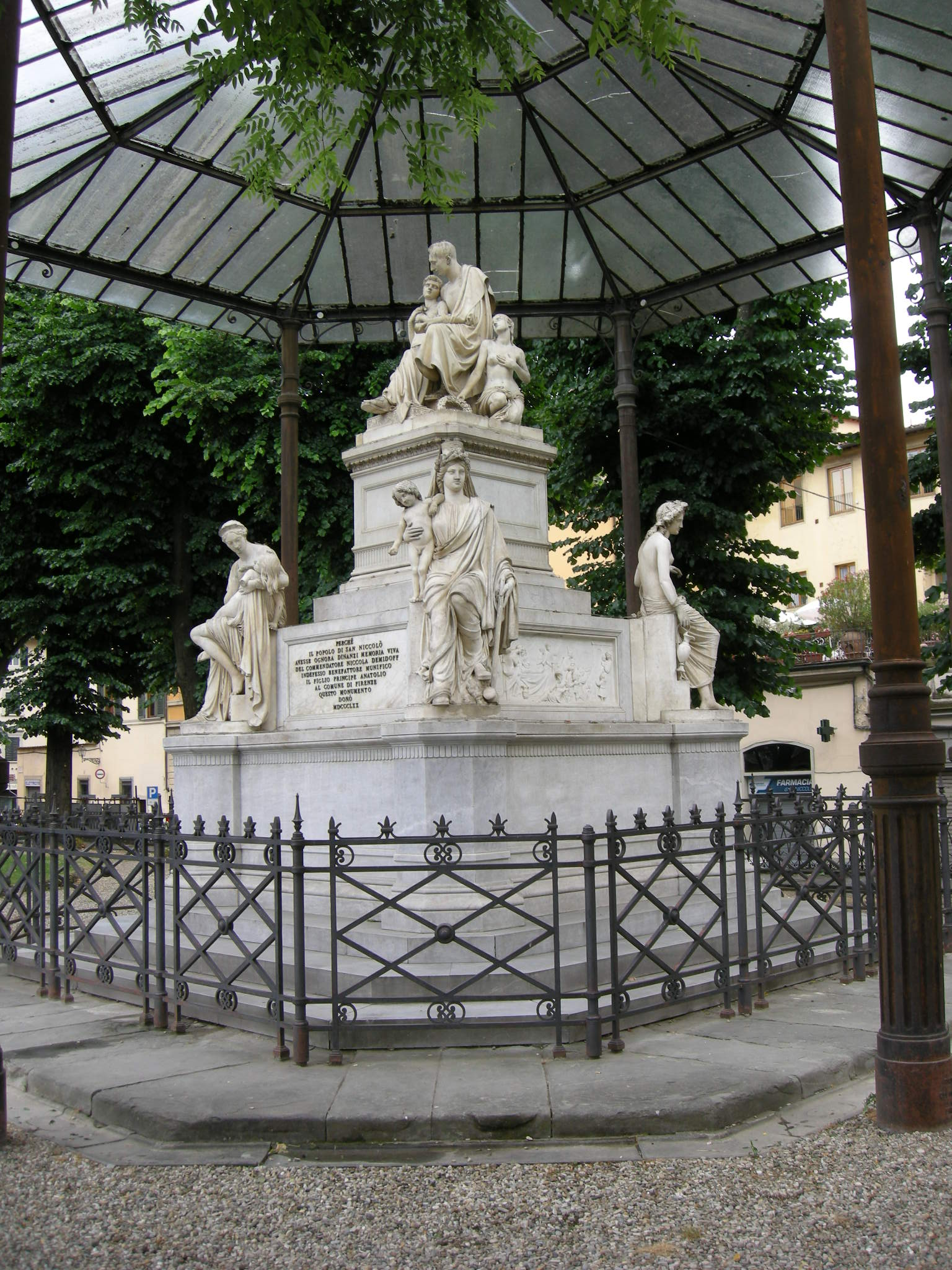
Памятник Николаю Демидову на Демидовской площади во Флоренции. 1830—1849 (завершён в 1871)